# N332 (België)
De N332 is een secundaire weg in de Belgische provincie West-Vlaanderen. De weg loopt in west-oostrichting tussen Ieper en Zonnebeke. De route heeft een lengte van ongeveer 8 kilometer.

## Traject
De weg begint in het centrum van Ieper als uitvalsweg uit het stadscentrum door de Menenpoort. De weg sluit er aan op de N8 en loopt door de Ligywijk, de wijk buiten de Ieperse stadsmuren, ten oosten van de oude stadskern. Daarna loopt de weg via het gehucht Potyze het landelijk gebied in. Voorbij het gehuchtje Verlorenhoek, op de grens met Zonnebeke loopt de weg over de autosnelweg A19. Daarna gaat de N332 via het gehucht Frezenberg naar het centrum van Zonnebeke. Vlak voor het centrum is er aansluiting van de N37, die uit zuidwestelijke richting komt. De weg loopt daarna door het centrum van Zonnebeke en kruist daarna de N303 in het gehucht Broodseinde. De straat loopt nog verder in oostelijke richting naar Moorslede, maar niet langer als provincieweg en draagt er dan niet meer het nummer N332.
De weg is een oude uitvalsweg uit Ieper en middeleeuwse vermeldingen hebben het al over de "Zinnebekestrate". Het stuk tussen Ieper en Zonnebeke doorsneed tijdens de Eerste Wereldoorlog de frontlijn van de Ieperboog.

## Straatnamen
De route bestaat uit een opeenvolging van verschillende straten en draagt in de verschillende gemeenten verschillende namen.
Ieper
- Maarschalk Frenchlaan
- Zonnebeekseweg

Zonnebeke
- Ieperstraat
- Roeselarestraat

## Bezienswaardigheden
- De Menenpoort
- De stedelijke begraafplaats van Ieper, die er sinds 1791 wordt gebruikt door verschillende Ieperse parochies.
- In het gehucht Potyze liggen achter de huizenrij vier Britse militaire begraafplaatsen.
- Demarcatiepaal nr. 20 tussen Potyze en de Verlorenhoek
- De Franse militaire begraafplaats Saint-Charles de Potyze
- De Britse militaire begraafplaats Aeroplane Cemetery, net voor Verlorenhoek.
- Tussen Ieper en Zonnebeke bevinden zich naast de weg voormalige maalderijen en een steenbakkerij, teruggaand op een steenbakkerij uit het begin van de 20ste eeuw. In de jaren 80 ontdekt men in een kleiput een ondergrondse schuilplaats uit de Eerste Wereldoorlog, de zogenaamde Bremen Redoubts. Deze dug-out werd in 1994 als monument beschermd.
- Het kasteel van Zonnebeke, dat net als de vijver, de conciërgewoning en de omheiningsmuur met toegangspoorten is beschermd. Het huisvest nu het Memorial Museum Passchendaele 1917.
- De Onze-Lieve-Vrouwkerk van Zonnebeke. Hier bevindt zich ook de beschermd "Zonnebeke Church Dugout". De omgeving is als dorpsgezicht beschermd.
- De gemeentelijke begraafplaats van Zonnebeke